# بعثة الأمم المتحدة لدعم تيمور الشرقية
استمرت بعثة الأمم المتحدة لدعم تيمور الشرقية في الفترة من 20 مايو 2002 إلى 20 مايو 2005، عندما تم استبدالها بمكتب الأمم المتحدة في تيمور الشرقية. تم تأسيسها في نفس اليوم الذي أصبحت فيه تيمور الشرقية دولة مستقلة معترف بها دوليًا وانتهت إدارة الأمم المتحدة الانتقالية في تيمور الشرقية.
ووُضعت القوات العسكرية وقوات الشرطة من الدول المساهمة تحت إمرة الممثل الخاص للأمين العام. بعد تقرير مرحلي قدمه الأمين العام في عام 2003، تم تمديد الولاية الأولية البالغة 12 شهرًا إلى عامين، وتم تمديدها لاحقًا حتى 20 مايو 2005 ، وتم استبدالها بمكتب الأمم المتحدة في تيمور الشرقية.
قُدِّم تقرير نهائي إلى مجلس الأمن، وصدر بيان بشأن استمرار المساعدة بوحدة حرس الحدود. 
كما نصت ولايات قرارات مجلس الأمن على إنشاء وحدة الجرائم الخطيرة للتحقيق في أحداث 1999.

## روابط خارجية
- الموقع الرسمي لبعثة الأمم المتحدة لتقديم الدعم في تيمور الشرقية
- الولاية الرسمية لبعثة الأمم المتحدة لتقديم الدعم في تيمور الشرقية
- تاريخ موجز لعمليات الجيش الأسترالي في تيمور الشرقية ، 1999-2005